# Поливинилиденхлорид
Поливинилиденхлорид или ПВДХ/PVDC — продукт аддитивной полимеризации винилиденхлорида.

## История
Ральф М. (Ralph Wiley) из лаборатории Dow Chemical случайно открыл поливинилиденхлорид в 1933 году. Во время чистки лабораторной посуды он не смог отмыть один флакон. Dow выпустила этот материал в грязном виде, в форме тёмно-зелёной плёнки под торговыми названиями «Eonite», а позднее «Saran». Позднее Dow Chemical выпустили его в более чистом виде — бесцветной прозрачной плёнки без запаха.
Поливинилиденхлорид широко использовался под торговым названием Saran Wrap для упаковки пищевых продуктов, но позднее 2004 года был вытеснен полиэтиленом.